# Tvoje tvář má známý hlas (7. řada)
Sedmá řada zábavné televizní show Tvoje tvář má známý hlas měla premiéru 5. září 2020 na TV Nova, finále proběhlo 21. listopadu 2020. Vítězkou se stala Jitka Čvančarová, která výhru rozdělila mezi nadaci Debra ČR a Charitu UNICEF, kterou během soutěže podporoval Albert Černý.

## Formát
Každý ze soutěžících si v každém kole vylosuje jednu známou osobnost, kterou v následujícím týdnu napodobí. Slouží jim k tomu profesionální tým maskérů, tanečníků a odborníků na zpěv a herectví. Jejich úkolem je napodobit ji tak, aby zaujala porotu, která na konci večera rozdá body od 1 až po 8. Soutěžící, který má za večer nejvíce bodů, vyhraje a přiděluje 50 000 Kč libovolné charitativní společnosti. V případě remízy rozhoduje porota. O vítězi také rozhodují sami soutěžící, jelikož každý z nich má ještě pět speciálních bodů, které uděluje jednomu ze svých kolegů. Pokud se soutěžící dělí o poslední místo spolu s jiným soutěžícím, je na poslední místo vždy určen pouze jeden.
Body se průběžně sčítají až do konce jedenáctého kola – semifinále, kdy čtyři účinkující s nejvyšším počtem bodů postoupí do finále. O celkovém vítězi rozhodne porota ve finálovém kole. Vítěz obdrží 150 000 Kč a předá je libovolné charitě.

### Mimořádné události
V průběhu natáčení postihla některé účinkující nemoc covid-19. Nejprve byl v karanténě moderátor Vladimír Polívka, kterého na jeho postu v 6. epizodě vystřídal Ondřej Sokol. Před natáčením 7. epizody zkolabovala Erika Stárková, jejíž vystoupení následně ztvárnila stálá porota. Natáčení muselo být následně krátce pozastaveno, jelikož se nákaza potvrdila také u Báry Basikové.

## Obsazení

### Moderátor a porota
Moderátorem byl Vladimír Polívka, kterého v šestém, osmém a devátém díle vystřídal Ondřej Sokol.
Členy poroty se stali Ondřej Sokol, Eva Burešová a Aleš Háma. Čtvrtým členem poroty byl vždy speciální host.
Ondřej Sokol byl ve druhém díle vystřídán Ondřejem Brzobohatým, v šestém díle Matějem Ruppertem, v osmém díle Patrikem Děrgelem a v devátém díle Martinem Dejdarem.
Eva Burešová byla v osmém a devátém díle vystřídána Patricií Pagáčovou.
| Týden | Jméno              | Týden | Jméno              |
| ----- | ------------------ | ----- | ------------------ |
| 1.    | Marek Lambora      | 7.    | Mirai Navrátil     |
| 2.    | Michaela Kociánová | 8.    | Helena Vondráčková |
| 3.    | Přemek Forejt      | 9.    | Iva Pazderková     |
| 4.    | Jan Cina           | 10.   | Patricie Pagáčová  |
| 5.    | Patricie Pagáčová  | 11.   | Jan Cina           |
| 6.    | Tatiana Dyková     | 12.   | Marek Lambora      |

### Soutěžící
Tým soutěžících se skládal z osmi osobností:
- čtyři ženy (Erika Stárková, Bára Basiková, Jitka Čvančarová, Andrea Kalousová)
- čtyři muži (Albert Černý, Martin Schreiner, Jordan Haj, Bořek Slezáček)

| Jméno osobnosti  | Profese  | Vyhrané týdny | Prohrané týdny | Výsledek |
| ---------------- | -------- | ------------- | -------------- | -------- |
| Jitka Čvančarová | Herečka  | 6., Finále    | —              | Vítězka  |
| Albert Černý     | Zpěvák   | 8.            | 11.            | 2. místo |
| Erika Stárková   | Herečka  | 2., 4., 11.   | 5., 10.        | 3. místo |
| Bára Basiková    | Zpěvačka | 1.            | 3.             | 4. místo |
| Bořek Slezáček   | Herec    | 5.            | 1., 6., 9.     | 5. místo |
| Martin Schreiner | Zpěvák   | 3., 10.       | 4., 8.         | 6. místo |
| Jordan Haj       | Režisér  | 7.            | —              | 7. místo |
| Andrea Kalousová | Modelka  | 9.            | 2., 7.         | 8. místo |

### Mentoři
Soutěžícím při přípravách vystoupení pomáhali mentoři:
| Herectví     | Jan Cina         |
| Zpěv         | Linda Finková    |
| Choreografie | Miňo Kereš Zizoe |

## Přehled vítězů
| Kolo         | Soutěžící        | Vystupující jako   | Nadace                    |
| ------------ | ---------------- | ------------------ | ------------------------- |
| 1.           | Bára Basiková    | Tones and I        | Domov seniorů Blatná      |
| 2.           | Erika Stárková   | Jan Kalousek       | Spolek Hvězdy dětem       |
| 3.           | Martin Schreiner | Lewis Capaldi      | Nadace La Vida Loca       |
| 4.           | Erika Stárková   | Christina Aguilera | Spolek Hvězdy dětem       |
| 5.           | Bořek Slezáček   | Jaromír Nohavica   | Organizace Černí koně     |
| 6.           | Jitka Čvančarová | Adele              | Debra ČR                  |
| 7.           | Jordan Haj       | Amy Winehouse      | Poradna Vigvam            |
| 8.           | Albert Černý     | Helena Vondráčková | Charita UNICEF            |
| 9.           | Andrea Kalousová | Billie Eilish      | Organizace Greenpeace     |
| 10.          | Martin Schreiner | James Arthur       | Nadace La Vida Loca       |
| 11.          | Erika Stárková   | Inva Mula          | Spolek Hvězdy dětem       |
| 12. (finále) | Jitka Čvančarová | Susan Boyle        | Debra ČR / Charita UNICEF |

## Přehled vystoupení
| Soutěžící        | První týden     | Druhý týden                 | Třetí týden          | Čtvrtý týden                 | Pátý týden                     | Šestý týden               | Sedmý týden            | Osmý týden             | Devátý týden           | Desátý týden     | Semifinále      | Finále          | Finále                 |
| ---------------- | --------------- | --------------------------- | -------------------- | ---------------------------- | ------------------------------ | ------------------------- | ---------------------- | ---------------------- | ---------------------- | ---------------- | --------------- | --------------- | ---------------------- |
| Jitka Čvančarová | Yvetta Simonová | Marie Rottrová              | Madonna              | Robert Kodym Wanastowi Vjecy | Nina Hagenová                  | Adele                     | Cardi B                | Karol Duchoň           | Delia                  | Elton John       | Aretha Franklin | Tina Turner     | Susan Boyle            |
| Albert Černý     | Sam Smith       | Petr Hapka                  | Vojtěch Dyk          | Jane Russellová              | Chester Bennington Linkin Park | Freddie Mercury Queen     | Justin Bieber          | Helena Vondráčková     | Ivan Mládek Banjo Band | George Michael   | Beyoncé         | Michael Jackson | Jožo Ráž Elán          |
| Erika Stárková   | Lady Gaga       | Jan Kalousek                | Nicki Minaj          | Christina Aguilera           | Kabir Bedi                     | The Weeknd                | Beth Ditto Gossip      | Marika Gombitová       | Rag'n'Bone Man         | P!nk             | Inva Mula       | Cyndi Lauper    | Shakira                |
| Bára Basiková    | Tones and I     | Eva Pilarová                | Michal David         | Céline Dion                  | Tina Turner                    | Taylor Swift              | Axl Rose Guns N' Roses | Karel Gott             | Sia                    | Liza Minnelliová | Marta Kubišová  | Diana Ross      | Shirley Manson Garbage |
| Bořek Slezáček   | Billy Idol      | Josef Vojtek Kabát          | Cher                 | Sean Paul                    | Jaromír Nohavica               | Andreas Lundstedt Alcazar | Naďa Urbánková         | Michal Tučný           | David Koller Lucie     | Conchita Wurst   | Marilyn Manson  | Lionel Richie   | Hugh Grant             |
| Martin Schreiner | Věra Špinarová  | Peter Hrivňák Horkýže Slíže | Lewis Capaldi        | Jason Kay Jamiroquai         | Elaine Paige Cats              | Sandra                    | Pokáč                  | Xindl X                | Missy Elliott          | James Arthur     | Jason Derulo    | Stevie Wonder   | Hana Zagorová          |
| Jordan Haj       | Bruno Mars      | Lucie Bílá                  | Robbie Williams      | Harry Styles                 | Jennifer Lopez                 | Israel Kamakawiwo'ole     | Amy Winehouse          | Mikolas Josef          | Alice Cooper           | Jiří Korn        | Michael Jackson | Billy Joel      | Petr Rezek             |
| Andrea Kalousová | Britney Spears  | Lucie Vondráčková           | Mirai Navrátil Mirai | Natalia Oreiro               | Fergie                         | František Nedvěd          | Ricky Martin           | Hana Buštíková Kamélie | Billie Eilish          | Dua Lipa         | Kali            | Kenny Rogers    | Scott Porter           |

Legenda
     soutěžící se umístil na prvním místě
     soutěžící se umístil na posledním místě
     soutěžící byl nehodnocen
     soutěžící byl vyřazen

### Souhrn bodů
| Souhrn bodů      | Souhrn bodů | Souhrn bodů | Souhrn bodů | Souhrn bodů | Souhrn bodů | Souhrn bodů | Souhrn bodů | Souhrn bodů | Souhrn bodů | Souhrn bodů | Souhrn bodů | Souhrn bodů | Souhrn bodů |
| Soutěžící        | 1.          | 2.          | 3.          | 4.          | 5.          | 6.          | 7.          | 8.          | 9.          | 10.         | 11.         | Body        | Umístění    |
| ---------------- | ----------- | ----------- | ----------- | ----------- | ----------- | ----------- | ----------- | ----------- | ----------- | ----------- | ----------- | ----------- | ----------- |
| Jitka Čvančarová | 2. 29       | 5. 23       | 3. 28       | 7. 13       | 3. 26       | 1. 45       | 4. 24       | 5. 17       | 5. 18       | 5. 23       | 2. 36       | 282         | Vítězka     |
| Albert Černý     | 3. 26       | 6. 11       | 2. 32       | 2. 40       | 4. 23       | 3. 28       | 2. 36       | 1. 46       | 7. 9        | 6. 18       | 8. 11       | 280         | 2. místo    |
| Erika Stárková   | 4. 25       | 1. 39       | 4. 26       | 1. 40       | 8. 7        | 6. 17       | 7. 11       | 4. 21       | 4. 25       | 8. 18       | 1. 40       | 269         | 3. místo    |
| Bára Basiková    | 1. 45       | 2. 36       | 8. 8        | 4. 20       | 2. 31       | 7. 12       | 6. 13       | 3. 25       | 3. 30       | 4. 23       | 5. 19       | 262         | 4. místo    |
| Bořek Slezáček   | 8. 8        | 3. 32       | 5. 21       | 3. 27       | 1. 41       | 8. 10       | 5. 24       | 2. 32       | 8. 9        | 3. 28       | 6. 19       | 251         | —           |
| Martin Schreiner | 7. 13       | 7. 9        | 1. 41       | 8. 8        | 6. 23       | 4. 20       | 3. 26       | 8. 14       | 2. 32       | 1. 28       | 3. 25       | 239         | —           |
| Jordan Haj       | 6. 14       | 4. 26       | 7. 13       | 5. 19       | 5. 23       | 2. 35       | 1. 36       | 7. 14       | 6. 12       | 7. 18       | 4. 21       | 231         | —           |
| Andrea Kalousová | 5. 24       | 8. 8        | 6. 15       | 6. 17       | 7. 10       | 5. 17       | 8. 9        | 6. 15       | 1. 49       | 2. 28       | 7. 13       | 205         | —           |

## Jednotlivé týdny

### První týden
- S Erikou Stárkovou vystoupila Eva Burešová jako Ariana Grande.

| Poř. | Soutěžící        | Osobnost        | Píseň                      | Body (porotců a bonusové) | Body (porotců a bonusové) | Body (porotců a bonusové) | Body (porotců a bonusové) | Body (porotců a bonusové) | Celkem bodů | Finální pořadí | Speciální body |
| Poř. | Soutěžící        | Osobnost        | Píseň                      | Sokol                     | Lambora                   | Burešová                  | Háma                      | Bonus                     | Celkem bodů | Finální pořadí | Speciální body |
| ---- | ---------------- | --------------- | -------------------------- | ------------------------- | ------------------------- | ------------------------- | ------------------------- | ------------------------- | ----------- | -------------- | -------------- |
| 1    | Erika Stárková   | Lady Gaga       | „Rain on Me“               | 5                         | 6                         | 8                         | 6                         | 0                         | 25          | 4.             | Andrea         |
| 2    | Bořek Slezáček   | Billy Idol      | „Dancing with Myself“      | 2                         | 2                         | 1                         | 3                         | 0                         | 8           | 8.             | Bára           |
| 3    | Bára Basiková    | Tones and I     | „Dance Monkey“             | 7                         | 8                         | 7                         | 8                         | 15                        | 45          | Vítězka        | Albert         |
| 4    | Jordan Haj       | Bruno Mars      | „Treasure“                 | 6                         | 1                         | 3                         | 4                         | 0                         | 14          | 6.             | Andrea         |
| 5    | Martin Schreiner | Věra Špinarová  | „Já mám ráda boogie“       | 1                         | 3                         | 2                         | 7                         | 0                         | 13          | 7.             | Jitka          |
| 6    | Albert Černý     | Sam Smith       | „Writing's On The Wall“    | 8                         | 5                         | 6                         | 2                         | 5                         | 26          | 3.             | Jitka          |
| 7    | Andrea Kalousová | Britney Spears  | „Work Bitch“               | 4                         | 4                         | 5                         | 1                         | 10                        | 24          | 5.             | Bára           |
| 8    | Jitka Čvančarová | Yvetta Simonová | „Whisky, to je moje gusto“ | 3                         | 7                         | 4                         | 5                         | 10                        | 29          | 2.             | Bára           |

### Druhý týden (Speciální česko-slovenský týden)
- S Albertem Černým vystoupila Hana Holišová jako Jana Kirschner.

| Poř. | Soutěžící        | Osobnost          | Píseň                   | Body (porotců a bonusové) | Body (porotců a bonusové) | Body (porotců a bonusové) | Body (porotců a bonusové) | Body (porotců a bonusové) | Celkem bodů | Finální pořadí | Speciální body |
| Poř. | Soutěžící        | Osobnost          | Píseň                   | Brzobohatý                | Kociánová                 | Burešová                  | Háma                      | Bonus                     | Celkem bodů | Finální pořadí | Speciální body |
| ---- | ---------------- | ----------------- | ----------------------- | ------------------------- | ------------------------- | ------------------------- | ------------------------- | ------------------------- | ----------- | -------------- | -------------- |
| 1    | Martin Schreiner | Peter Hrivňák     | „R'n'B Soul“            | 2                         | 2                         | 3                         | 2                         | 0                         | 9           | 7.             | Bára           |
| 2    | Jitka Čvančarová | Marie Rottrová    | „Lásko, voníš deštěm“   | 7                         | 7                         | 6                         | 3                         | 0                         | 23          | 5.             | Bořek          |
| 3    | Jordan Haj       | Lucie Bílá        | „Neposlušné tenisky“    | 5                         | 1                         | 8                         | 7                         | 5                         | 26          | 4.             | Erika          |
| 4    | Albert Černý     | Petr Hapka        | „Bude mi lehká zem“     | 1                         | 4                         | 2                         | 4                         | 0                         | 11          | 6.             | Bořek          |
| 5    | Andrea Kalousová | Lucie Vondráčková | „Vítr“                  | 3                         | 3                         | 1                         | 1                         | 0                         | 8           | 8.             | Erika          |
| 6    | Erika Stárková   | Jan Kalousek      | „Jednou mi fotr povídá“ | 8                         | 6                         | 4                         | 6                         | 15                        | 39          | Vítězka        | Jordan         |
| 7    | Bořek Slezáček   | Josef Vojtek      | „Malá dáma“             | 4                         | 5                         | 5                         | 8                         | 10                        | 32          | 3.             | Bára           |
| 8    | Bára Basiková    | Eva Pilarová      | „Turecký pochod“        | 6                         | 8                         | 7                         | 5                         | 10                        | 36          | 2.             | Erika          |

### Třetí týden
- Přemek Forejt vystoupil jako Justin Timberlake s písněmi „Like I Love You“ a „Señorita“.
- S Jordanem Hajem vystoupila Eva Burešová jako Kylie Minogue.

| Poř. | Soutěžící        | Osobnost        | Píseň                                        | Body (porotců a bonusové) | Body (porotců a bonusové) | Body (porotců a bonusové) | Body (porotců a bonusové) | Body (porotců a bonusové) | Celkem bodů | Finální pořadí | Speciální body |
| Poř. | Soutěžící        | Osobnost        | Píseň                                        | Sokol                     | Forejt                    | Burešová                  | Háma                      | Bonus                     | Celkem bodů | Finální pořadí | Speciální body |
| ---- | ---------------- | --------------- | -------------------------------------------- | ------------------------- | ------------------------- | ------------------------- | ------------------------- | ------------------------- | ----------- | -------------- | -------------- |
| 1    | Jordan Haj       | Robbie Williams | „Kids“                                       | 2                         | 4                         | 6                         | 1                         | 0                         | 13          | 7.             | Albert         |
| 2    | Bořek Slezáček   | Cher            | „I Still Haven't Found What I'm Looking For“ | 4                         | 1                         | 4                         | 2                         | 10                        | 21          | 5.             | Erika          |
| 3    | Albert Černý     | Vojtěch Dyk     | „Mr. Beat“                                   | 6                         | 6                         | 7                         | 8                         | 5                         | 32          | 2.             | Martin         |
| 4    | Erika Stárková   | Nicki Minaj     | „Pound The Alarm“                            | 5                         | 7                         | 5                         | 4                         | 5                         | 26          | 4.             | Jitka          |
| 5    | Bára Basiková    | Michal David    | „Decibely Lásky“                             | 1                         | 2                         | 2                         | 3                         | 0                         | 8           | 8.             | Bořek          |
| 6    | Jitka Čvančarová | Madonna         | „Frozen“                                     | 7                         | 5                         | 1                         | 5                         | 10                        | 28          | 3.             | Martin         |
| 7    | Andrea Kalousová | Mirai Navrátil  | „Když nemůžeš, tak přidej“                   | 3                         | 3                         | 3                         | 6                         | 0                         | 15          | 6.             | Bořek          |
| 8    | Martin Schreiner | Lewis Capaldi   | „Someone You Loved“                          | 8                         | 8                         | 8                         | 7                         | 10                        | 41          | Vítěz          | Jitka          |

### Čtvrtý týden
- S Bárou Basikovou vystoupil Ondřej Ruml jako Anastacia.
- S Albertem Černým vystoupil Robert Urban jako Marilyn Monroe.
- S Bořkem Slezáčkem vystoupila Jitka Boho jako Beyoncé.
- Jan Cina, Ondřej Sokol, Eva Burešová, Aleš Háma a Vladimír Polívka na konci vystoupili jako Alice Farkašová, Jiří Korn, Karel Gott, Václav Neckář a Waldemar Matuška s písní „Asi, asi“.

| Poř. | Soutěžící        | Osobnost           | Píseň                               | Body (porotců a bonusové) | Body (porotců a bonusové) | Body (porotců a bonusové) | Body (porotců a bonusové) | Body (porotců a bonusové) | Celkem bodů | Finální pořadí | Speciální body |
| Poř. | Soutěžící        | Osobnost           | Píseň                               | Sokol                     | Cina                      | Burešová                  | Háma                      | Bonus                     | Celkem bodů | Finální pořadí | Speciální body |
| ---- | ---------------- | ------------------ | ----------------------------------- | ------------------------- | ------------------------- | ------------------------- | ------------------------- | ------------------------- | ----------- | -------------- | -------------- |
| 1    | Bára Basiková    | Céline Dion        | „You Shook Me All Night Long“       | 4                         | 3                         | 3                         | 5                         | 5                         | 20          | 4.             | Erika          |
| 2    | Martin Schreiner | Jason Kay          | „Little L“                          | 3                         | 1                         | 2                         | 2                         | 0                         | 8           | 8.             | Bořek          |
| 3    | Albert Černý     | Jane Russellová    | „Two Little Girls from Little Rock“ | 8                         | 7                         | 7                         | 8                         | 10                        | 40          | 2.             | Bořek          |
| 4    | Jordan Haj       | Harry Styles       | „Watermelon Sugar“                  | 6                         | 6                         | 1                         | 6                         | 0                         | 19          | 5.             | Andrea         |
| 5    | Jitka Čvančarová | Robert Kodym       | „Sbírka zvadlejch růží“             | 2                         | 4                         | 6                         | 1                         | 0                         | 13          | 7.             | Erika          |
| 6    | Andrea Kalousová | Natalia Oreiro     | „Cambio Dolor“                      | 1                         | 2                         | 5                         | 4                         | 5                         | 17          | 6.             | Albert         |
| 7    | Bořek Slezáček   | Sean Paul          | „Baby Boy“                          | 5                         | 5                         | 4                         | 3                         | 10                        | 27          | 3.             | Bára           |
| 8    | Erika Stárková   | Christina Aguilera | „Bound To You“                      | 7                         | 8                         | 8                         | 7                         | 10                        | 40          | Vítězka        | Albert         |

### Pátý týden
- Erika Stárková zpívala mimo původní text i cover Stanislava Hložka a Petra Kotvalda.
- Vystoupení Jordana Haje obsahovalo i písně Jennifer Lopez „Get Right“ a „On The Floor“.
- Vystoupení Jitky Čvančarové obsahovalo i píseň „Star Trek“.

| Poř. | Soutěžící        | Osobnost           | Píseň                                      | Body (porotců a bonusové) | Body (porotců a bonusové) | Body (porotců a bonusové) | Body (porotců a bonusové) | Body (porotců a bonusové) | Celkem bodů | Finální pořadí | Speciální body |
| Poř. | Soutěžící        | Osobnost           | Píseň                                      | Sokol                     | Pagáčová                  | Burešová                  | Háma                      | Bonus                     | Celkem bodů | Finální pořadí | Speciální body |
| ---- | ---------------- | ------------------ | ------------------------------------------ | ------------------------- | ------------------------- | ------------------------- | ------------------------- | ------------------------- | ----------- | -------------- | -------------- |
| 1    | Erika Stárková   | Kabir Bedi         | „Sandokan“                                 | 1                         | 1                         | 3                         | 2                         | 0                         | 7           | 8.             | Bořek          |
| 2    | Martin Schreiner | Elaine Paige       | „Memory“                                   | 4                         | 6                         | 8                         | 5                         | 0                         | 23          | 6.             | Jitka          |
| 3    | Bára Basiková    | Tina Turner        | „We Don't Need Another Hero (Thunderdome)“ | 6                         | 7                         | 7                         | 6                         | 5                         | 31          | 2.             | Jitka          |
| 4    | Jordan Haj       | Jennifer Lopez     | „Jenny From The Block“                     | 5                         | 8                         | 2                         | 3                         | 5                         | 23          | 5.             | Bořek          |
| 5    | Bořek Slezáček   | Jaromír Nohavica   | „Kometa“                                   | 7                         | 5                         | 6                         | 8                         | 15                        | 41          | Vítěz          | Albert         |
| 6    | Andrea Kalousová | Fergie             | „M.I.L.F. $“                               | 3                         | 2                         | 1                         | 4                         | 0                         | 10          | 7.             | Jordan         |
| 7    | Albert Černý     | Chester Bennington | „Numb“                                     | 2                         | 4                         | 5                         | 7                         | 5                         | 23          | 4.             | Bára           |
| 8    | Jitka Čvančarová | Nina Hagenová      | „Carmen“                                   | 8                         | 3                         | 4                         | 1                         | 10                        | 26          | 3.             | Bořek          |

### Šestý týden
- S Bořkem Slezáčkem vystoupili Michaela Badinková a Tatiana Dyková jako Alcazar.
- S Andreou Kalousovou vystoupil Petr Rychlý jako Jan Nedvěd.
- S Bárou Basikovou vystoupil David Gránský jako Brendon Urie.

| Poř. | Soutěžící        | Osobnost              | Píseň                      | Body (porotců a bonusové) | Body (porotců a bonusové) | Body (porotců a bonusové) | Body (porotců a bonusové) | Body (porotců a bonusové) | Celkem bodů | Finální pořadí | Speciální body |
| Poř. | Soutěžící        | Osobnost              | Píseň                      | Ruppert                   | Dyková                    | Burešová                  | Háma                      | Bonus                     | Celkem bodů | Finální pořadí | Speciální body |
| ---- | ---------------- | --------------------- | -------------------------- | ------------------------- | ------------------------- | ------------------------- | ------------------------- | ------------------------- | ----------- | -------------- | -------------- |
| 1    | Bořek Slezáček   | Andreas Lundstedt     | „Crying At The Discoteque“ | 1                         | 1                         | 5                         | 3                         | 0                         | 10          | 8.             | Jordan         |
| 2    | Erika Stárková   | The Weeknd            | „Blinding Lights“          | 5                         | 6                         | 4                         | 2                         | 0                         | 17          | 6.             | Jitka          |
| 3    | Andrea Kalousová | František Nedvěd      | „Stánky“                   | 3                         | 2                         | 3                         | 4                         | 5                         | 17          | 5.             | Jitka          |
| 4    | Bára Basiková    | Taylor Swift          | „ME!“                      | 2                         | 3                         | 1                         | 6                         | 0                         | 12          | 7.             | Andrea         |
| 5    | Albert Černý     | Freddie Mercury       | „Radio Ga Ga“              | 8                         | 7                         | 8                         | 5                         | 0                         | 28          | 3.             | Jordan         |
| 6    | Martin Schreiner | Sandra                | „Everlasting Love“         | 6                         | 5                         | 2                         | 7                         | 0                         | 20          | 4.             | Jordan         |
| 7    | Jitka Čvančarová | Adele                 | „When We Were Young“       | 7                         | 8                         | 7                         | 8                         | 15                        | 45          | Vítězka        | Jordan         |
| 8    | Jordan Haj       | Israel Kamakawiwo'ole | „Henehene Kou'aka“         | 4                         | 4                         | 6                         | 1                         | 20                        | 35          | 2.             | Jitka          |

### Sedmý týden
- S Jitkou Čvančarovou vystoupil Miňo Kereš jako J Balvin.
- S Martinem Schreinerem vystoupila Anna Slováčková.
- Kvůli zdravotním komplikacím místo Eriky Stárkové vystoupila porota Ondřej Sokol, Eva Burešová a Aleš Háma jako Beth Ditto a skupina Gossip s písní „Fire“.

| Poř. | Soutěžící        | Osobnost       | Píseň                 | Body (porotců a bonusové) | Body (porotců a bonusové) | Body (porotců a bonusové) | Body (porotců a bonusové) | Body (porotců a bonusové) | Celkem bodů | Finální pořadí | Speciální body |
| Poř. | Soutěžící        | Osobnost       | Píseň                 | Sokol                     | Navrátil                  | Burešová                  | Háma                      | Bonus                     | Celkem bodů | Finální pořadí | Speciální body |
| ---- | ---------------- | -------------- | --------------------- | ------------------------- | ------------------------- | ------------------------- | ------------------------- | ------------------------- | ----------- | -------------- | -------------- |
| 1    | Jitka Čvančarová | Cardi B        | „I Like It“           | 3                         | 2                         | 5                         | 4                         | 10                        | 24          | 4.             | Albert         |
| 2    | Jordan Haj       | Amy Winehouse  | „Valerie“             | 8                         | 8                         | 8                         | 7                         | 5                         | 36          | Vítěz          | Jitka          |
| 3    | Martin Schreiner | Pokáč          | „I když jsme plešatý“ | 6                         | 5                         | 7                         | 3                         | 5                         | 26          | 3.             | Albert         |
| 4    | Albert Černý     | Justin Bieber  | „Yummy“               | 7                         | 7                         | 6                         | 6                         | 10                        | 36          | 2.             | Bořek          |
| 5    | Bára Basiková    | Axl Rose       | „Sweet Child O' Mine“ | 4                         | 3                         | 4                         | 2                         | 0                         | 13          | 6.             | Jordan         |
| 6    | Bořek Slezáček   | Naďa Urbánková | „Svatební průvod“     | 5                         | 6                         | 3                         | 5                         | 5                         | 24          | 5.             | Jitka          |
| 7    | Andrea Kalousová | Ricky Martin   | „She Bangs“           | 2                         | 4                         | 2                         | 1                         | 0                         | 9           | 8.             | Martin         |
| 8    | Erika Stárková   | Beth Ditto     | „Fire“                | 1                         | 1                         | 1                         | 8                         | 0                         | 11          | 7.             | Ne             |

### Osmý týden (Speciální česko-slovenský týden)
- S Andreou Kalousovou vystoupil Aleš Háma jako Dana Vlková.
- S Martinem Schreinerem vystoupila Olga Lounová.
- S Albertem Černým vystoupil Vojtěch Drahokoupil jako Václav Neckář.
- S Erikou Stárkovou vystoupil Robert Urban jako Miroslav Žbirka.

| Poř. | Soutěžící        | Osobnost           | Píseň                      | Body (porotců a bonusové) | Body (porotců a bonusové) | Body (porotců a bonusové) | Body (porotců a bonusové) | Body (porotců a bonusové) | Celkem bodů | Finální pořadí | Speciální body |
| Poř. | Soutěžící        | Osobnost           | Píseň                      | Děrgel                    | Vondráčková               | Pagáčová                  | Háma                      | Bonus                     | Celkem bodů | Finální pořadí | Speciální body |
| ---- | ---------------- | ------------------ | -------------------------- | ------------------------- | ------------------------- | ------------------------- | ------------------------- | ------------------------- | ----------- | -------------- | -------------- |
| 1    | Andrea Kalousová | Hana Buštíková     | „Cukr, káva, limonáda“     | 4                         | 1                         | 2                         | 8                         | 0                         | 15          | 6.             | Albert         |
| 2    | Martin Schreiner | Xindl X            | „Láska v housce“           | 2                         | 3                         | 3                         | 1                         | 5                         | 14          | 8.             | Albert         |
| 3    | Jitka Čvančarová | Karol Duchoň       | „Čardáš dvóch sŕdc“        | 6                         | 5                         | 4                         | 2                         | 0                         | 17          | 5.             | Bořek          |
| 4    | Jordan Haj       | Mikolas Josef      | „Abu Dhabi“                | 1                         | 2                         | 5                         | 6                         | 0                         | 14          | 7.             | Albert         |
| 5    | Albert Černý     | Helena Vondráčková | „Já už to vím“             | 7                         | 7                         | 8                         | 4                         | 20                        | 46          | Vítěz          | Erika          |
| 6    | Bára Basiková    | Karel Gott         | „Lady Carneval“            | 5                         | 8                         | 7                         | 5                         | 0                         | 25          | 3.             | Albert         |
| 7    | Bořek Slezáček   | Michal Tučný       | „Prodavač“                 | 3                         | 6                         | 6                         | 7                         | 10                        | 32          | 2.             | Martin         |
| 8    | Erika Stárková   | Marika Gombitová   | „Nespáľme to krásné v nás“ | 8                         | 4                         | 1                         | 3                         | 5                         | 21          | 4.             | Bořek          |

### Devátý týden
- S Albertem Černým vystoupila Patricie Pagáčová jako Ivo Pešák.
- S Bárou Basikovou vystoupila tanečnice Anna Šitnerová.

| Poř. | Soutěžící        | Osobnost       | Píseň                           | Body (porotců a bonusové) | Body (porotců a bonusové) | Body (porotců a bonusové) | Body (porotců a bonusové) | Body (porotců a bonusové) | Celkem bodů | Finální pořadí | Speciální body |
| Poř. | Soutěžící        | Osobnost       | Píseň                           | Dejdar                    | Pazderková                | Pagáčová                  | Háma                      | Bonus                     | Celkem bodů | Finální pořadí | Speciální body |
| ---- | ---------------- | -------------- | ------------------------------- | ------------------------- | ------------------------- | ------------------------- | ------------------------- | ------------------------- | ----------- | -------------- | -------------- |
| 1    | Albert Černý     | Ivan Mládek    | „Prachovské skály“              | 2                         | 3                         | 1                         | 3                         | 0                         | 9           | 7.             | Martin         |
| 2    | Martin Schreiner | Missy Elliott  | „Get Ur Freak On“               | 5                         | 4                         | 5                         | 8                         | 10                        | 32          | 2.             | Andrea         |
| 3    | Jitka Čvančarová | Delia          | „Bella Ciao“                    | 4                         | 6                         | 2                         | 1                         | 5                         | 18          | 5.             | Andrea         |
| 4    | Jordan Haj       | Alice Cooper   | „Hey Stoopid“                   | 1                         | 2                         | 4                         | 5                         | 0                         | 12          | 6.             | Martin         |
| 5    | Bořek Slezáček   | David Koller   | „Chci zas v tobě spát“          | 3                         | 1                         | 3                         | 2                         | 0                         | 9           | 8.             | Bára           |
| 6    | Erika Stárková   | Rag'n'Bone Man | „Giant“                         | 6                         | 7                         | 8                         | 4                         | 0                         | 25          | 4.             | Andrea         |
| 7    | Andrea Kalousová | Billie Eilish  | „All The Good Girls Go To Hell“ | 7                         | 8                         | 7                         | 7                         | 20                        | 49          | Vítězka        | Jitka          |
| 8    | Bára Basiková    | Sia            | „Bird Set Free“                 | 8                         | 5                         | 6                         | 6                         | 5                         | 30          | 3.             | Andrea         |

### Desátý týden
- Albert Černý vystoupil zároveň jako Luciano Pavarotti.
- Porota Ondřej Sokol, Eva Burešová a Aleš Háma vystoupili jako Majka z Gurunu ze seriálu Spadla z oblakov.

| Poř. | Soutěžící        | Osobnost         | Píseň                             | Body (porotců a bonusové) | Body (porotců a bonusové) | Body (porotců a bonusové) | Body (porotců a bonusové) | Body (porotců a bonusové) | Celkem bodů | Finální pořadí | Speciální body |
| Poř. | Soutěžící        | Osobnost         | Píseň                             | Sokol                     | Pagáčová                  | Burešová                  | Háma                      | Bonus                     | Celkem bodů | Finální pořadí | Speciální body |
| ---- | ---------------- | ---------------- | --------------------------------- | ------------------------- | ------------------------- | ------------------------- | ------------------------- | ------------------------- | ----------- | -------------- | -------------- |
| 1    | Erika Stárková   | P!nk             | „Raise Your Glass“                | 7                         | 6                         | 2                         | 3                         | 0                         | 18          | 8.             | Bořek          |
| 2    | Jitka Čvančarová | Elton John       | „Sacrifice“                       | 3                         | 2                         | 6                         | 7                         | 5                         | 23          | 5.             | Martin         |
| 3    | Andrea Kalousová | Dua Lipa         | „Don't Start Now“                 | 8                         | 5                         | 1                         | 4                         | 10                        | 28          | 2.             | Martin         |
| 4    | Jordan Haj       | Jiří Korn        | „Ještě tě mám plnou náruč“        | 5                         | 8                         | 4                         | 1                         | 0                         | 18          | 7.             | Andrea         |
| 5    | Bára Basiková    | Liza Minnelliová | „Cabaret“                         | 6                         | 7                         | 3                         | 2                         | 5                         | 23          | 4.             | Bořek          |
| 6    | Martin Schreiner | James Arthur     | „Recovery“                        | 2                         | 3                         | 7                         | 6                         | 10                        | 28          | Vítěz          | Jitka          |
| 7    | Bořek Slezáček   | Conchita Wurst   | „You Are Unstoppable“             | 4                         | 1                         | 5                         | 8                         | 10                        | 28          | 3.             | Bára           |
| 8    | Albert Černý     | George Michael   | „Don't Let the Sun Go Down on Me“ | 1                         | 4                         | 8                         | 5                         | 0                         | 18          | 6.             | Andrea         |

### Jedenáctý týden (semifinále)
- Jan Cina, David Gránský, Robert Urban, Ondřej Ruml a Vojtěch Drahokoupil vystoupili jako Backstreet Boys s písněmi „Larger Than Life“, „I Want It That Way“ a „Everybody (Backstreet's Back)“.
- S Albertem Černým vystoupily Markéta Konvičková a Jitka Boho jako Dreamgirls.

| Poř. | Soutěžící        | Osobnost        | Píseň                    | Body (porotců a bonusové) | Body (porotců a bonusové) | Body (porotců a bonusové) | Body (porotců a bonusové) | Body (porotců a bonusové) | Celkem bodů | Finální pořadí | Speciální body |
| Poř. | Soutěžící        | Osobnost        | Píseň                    | Sokol                     | Cina                      | Burešová                  | Háma                      | Bonus                     | Celkem bodů | Finální pořadí | Speciální body |
| ---- | ---------------- | --------------- | ------------------------ | ------------------------- | ------------------------- | ------------------------- | ------------------------- | ------------------------- | ----------- | -------------- | -------------- |
| 1    | Albert Černý     | Beyoncé         | „One Night Only (Disco)“ | 5                         | 3                         | 1                         | 2                         | 0                         | 11          | 8.             | Erika          |
| 2    | Bára Basiková    | Marta Kubišová  | „Modlitba pro Martu“     | 6                         | 4                         | 4                         | 5                         | 0                         | 19          | 5.             | Erika          |
| 3    | Martin Schreiner | Jason Derulo    | „Take You Dancing“       | 4                         | 5                         | 2                         | 4                         | 10                        | 25          | 3.             | Andrea         |
| 4    | Jitka Čvančarová | Aretha Franklin | „I Say A Little Prayer“  | 8                         | 7                         | 5                         | 6                         | 10                        | 36          | 2.             | Martin         |
| 5    | Andrea Kalousová | Kali            | „Nejsom ten pravý“       | 2                         | 2                         | 3                         | 1                         | 5                         | 13          | 7.             | Jordan         |
| 6    | Jordan Haj       | Michael Jackson | „Remember The Time“      | 1                         | 6                         | 6                         | 3                         | 5                         | 21          | 4.             | Martin         |
| 7    | Bořek Slezáček   | Marilyn Manson  | „The Beautiful People“   | 3                         | 1                         | 7                         | 8                         | 0                         | 19          | 6.             | Jitka          |
| 8    | Erika Stárková   | Inva Mula       | „Il Dolce Suono“         | 7                         | 8                         | 8                         | 7                         | 10                        | 40          | Vítězka        | Jitka          |

### Dvanáctý týden (finále)
- Vítězové všech řad (kromě Tatiany Dykové), Aleš Háma, Eva Burešová a účastníci sedmé řady vystoupili s písní „We Are The World“.

| Poř. | Soutěžící        | Osobnost       | Píseň                        | Finální pořadí |
| ---- | ---------------- | -------------- | ---------------------------- | -------------- |
| 1    | Erika Stárková   | Shakira        | „Hips Don't Lie“             | 3.             |
| 2    | Martin Schreiner | Hana Zagorová  | „Duhová Víla“                | 6.             |
| 2    | Jordan Haj       | Petr Rezek     | „Duhová Víla“                | 7.             |
| 3    | Albert Černý     | Jožo Ráž       | „Voda, čo ma drží nad vodou“ | 2.             |
| 4    | Bára Basiková    | Shirley Manson | „The World Is Not Enough“    | 4.             |
| 5    | Bořek Slezáček   | Hugh Grant     | „PoP! Goes My Heart“         | 5.             |
| 5    | Andrea Kalousová | Scott Porter   | „PoP! Goes My Heart“         | 8.             |
| 6    | Jitka Čvančarová | Susan Boyle    | „You Raise Me Up“            | Vítězka        |

## Sledovanost
| Pořadí | Epizoda                 | Datum premiéry     | Sledovanost Česko | Sledovanost Česko | Sledovanost Česko | Sledovanost Česko | Sledovanost Česko |
| Pořadí | Epizoda                 | Datum premiéry     | 15+               | Share             | Share             | Share             | Ref.              |
| Pořadí | Epizoda                 | Datum premiéry     | 15+               | 15+               | 15–54             | 15–69             | Ref.              |
| ------ | ----------------------- | ------------------ | ----------------- | ----------------- | ----------------- | ----------------- | ----------------- |
| 1      | První týden             | 5. září 2020       | 687 000           | 23,0 %            | 26,7 %            | 24,7 %            | [ 13 ]            |
| 2      | Druhý týden             | 12. září 2020      | 738 000           | 25,6 %            | 31,4 %            | 27,6 %            | [ 14 ]            |
| 3      | Třetí týden             | 19. září 2020      | 699 000           | 22,7 %            | 28,3 %            | 24,0 %            | [ 15 ]            |
| 4      | Čtvrtý týden            | 26. září 2020      | 705 000           | 21,1 %            | 26,8 %            | 23,8 %            | [ 16 ]            |
| 5      | Pátý týden              | 3. října 2020      | 749 000           | 22,6 %            | 28,0 %            | 24,1 %            | [ 17 ]            |
| 6      | Šestý týden             | 10. října 2020     | 891 000           | 26,3 %            | 31,7 %            | 28,1 %            | [ 18 ]            |
| 7      | Sedmý týden             | 17. října 2020     | 1 003 000         | 25,4 %            | 30,5 %            | 27,8 %            | [ 19 ]            |
| 8      | Osmý týden              | 24. října 2020     | 1 041 000         | 27,8 %            | 35,4 %            | 30,8 %            | [ 20 ]            |
| 9      | Devátý týden            | 31. října 2020     | 874 000           | 21,9 %            | 26,7 %            | 23,4 %            | [ 21 ]            |
| 10     | Desátý týden            | 7. listopadu 2020  | 881 000           | 23,0 %            | 27,7 %            | 24,8 %            | [ 22 ]            |
| 11     | Jedenáctý týden         | 14. listopadu 2020 | 921 000           | 24,2 %            | 28,5 %            | 26,3 %            | [ 23 ]            |
| 12     | Dvanáctý týden (finále) | 21. listopadu 2020 | 1 111 000         | 28,2 %            | 32,3 %            | 29,9 %            | [ 24 ]            |
| Průměr | Průměr                  | Průměr             | 858 000           | 24,3 %            | 29,5 %            | 26,3 %            | —                 |
| 13     | Silvestrovský sestřih   | 31. prosince 2020  | 853 000           | 20,8 %            | 28,1 %            | 24,1 %            | [ 25 ]            |

### Silvestrovský sestřih
Dne 31. prosince 2020 byl pro diváky připraven silvestrovský sestřih pořadu. Pořadem provázeli Ondřej Sokol, Aleš Háma, Eva Burešová a jejich hosti. Diváci mohli vidět nejlepší vystoupení předchozích řad. Společně s bývalými účastníky soutěže Romanem Vojtkem, Petrem Rychlým, Daliborem Gondíkem vzpomínali na jejich vystoupení. Vystoupila Ivana Chýlková jako PSY, Miroslav Etzler jako Ivan Mládek, Martin Dejdar jako The Weeknd, Vojtěch Drahokoupil jako Freddie Mercury, Robert Jašków jako Till Lindemann, Debbi jako Marilyn Manson, Albert Černý jako Helena Vondráčková a další. Sestřih probíhal ve čtvrtek od 20.35 do 0.00.